# إرنست دبليو. باريت
إرنست دبليو. باريت (بالإنجليزية: Ernest W. Barrett)‏ هو سياسي أمريكي، ولد في 29 أبريل 1922، وتوفي في 11 مارس 1985.